# شركة عبد الله سعد محمد أبو معطي للمكتبات
شركة عبد الله سعد محمد أبو معطي للمكتبات تعرف بـ أبو معطي شركة مساهمة سعودية تنشط في مجال الأدوات المدرسية والمكتبية يبلغ رأس مالها 200 مليون ريال سعودي (53 مليون دولار)، مدرجة في سوق الأسهم السعودي منذ 2017.

## التاريخ
بدأت الشركة في مجال الأدوات المدرسية والمكتبية عام 1405 هـ، تم اندماجها مع مؤسسة محمد راشد الدويش والتي تعمل في نفس المجال على ما يقارب 25 عاماً وتحولت بعد الاندماج إلى شركة مساهمة مقفلة في عام 1429 هـ. حتى عام 2022 للشركة 14 فرع منتشرة في المملكة العربية السعودية.